# Lista de representantes permanentes do Botswana nas Nações Unidas
Esta é uma lista de representantes permanentes do Botswana, ou outros chefes de missão, junto da Organização das Nações Unidas em Nova Iorque.
O Botswana foi admitido como membro das Nações Unidas a 17 de outubro de 1966.
| Início | Término | Representante permanente (Chefe de missão) | Cargo                        | Credenciais |
| ------ | ------- | ------------------------------------------ | ---------------------------- | ----------- |
| 1966   | 1968    | Zachariah K. Matthews                      | Representante permanente     |             |
| 1968   | 1972    | T. J. Molefhe                              | Representante permanente     |             |
| 1973   | 1977    | Thebe David Mogami                         | Representante permanente     |             |
| 1977   | 1981    | Thomas Tlou                                | Representante permanente     |             |
| 1981   | 1999    | Joseph Legwaila                            | Representante permanente     |             |
| 2000   | 2002    | Leutlwetse Mmualefe                        | Encarregado de negócios a.i. | -           |
| 2002   | 2005    | Alfred M. Dube                             | Representante permanente     | 2002-07-22  |
| 2005   | 2008    | Samuel O. Outlule                          | Representante permanente     | 2005-10-18  |
| 2008   | atual   | Charles Thembani Ntwaagae                  | Representante permanente     | 2008-07-31  |